# اسکار پیتوشفسکی
اسکار پیتوشفسکی (انگلیسی: Oskar Pietuszewski؛ زادهٔ ۲۰ مهٔ ۲۰۰۸) بازیکن فوتبال اهل لهستان است که در حال حاضر برای باشگاه فوتبال یاگلونیا بیاویستوک بازی می‌کند.
وی همچنین در تیم‌های ملی فوتبال زیر ۱۵ و ۱۷ سال لهستان بازی کرده است.

## دوران باشگاهی

### دوران جوانان
پیتوشفسکی تمام دوران جوانی خود را در آکادمی باشگاه فوتبال یاگلونیا بیاویستوک گذراند.
در ۵ ژوئیه ۲۰۲۲، او قهرمانی زیر ۱۴ سال لهستان را با تیم زیر ۱۴ سال باشگاه فوتبال پودلاسی به دست آورد. در آن روز، پیتوشفسکی یک هت‌تریک در پیروزی ۵–۲ مقابل تیم جوانان باشگاه فوتبال سیلزی به ثمر رساند.
او همچنین بهترین گلزن این تورنمنت بود.
در ۲۳ اوت ۲۰۲۲، پیتوشفسکی یک هت‌تریک دیگر در پیروزی ۳–۱ CLJ زیر ۱۷ سال مقابل کراتویا به ثمر رساند.

### دوران بزرگسالان
در سن شانزده سالگی، او اولین بازی خود را برای باشگاه فوتبال یاگلونیا بیاویستوک در مرحله پلی‌آف لیگ اروپا در تاریخ ۲۹ اوت ۲۰۲۴ انجام داد که در آن بازی با نتیجه ۳–۰ به باشگاه فوتبال آژاکس باختند.
در ۱ دسامبر ۲۰۲۴، پیتوشفسکی در تساوی ۱–۱ مقابل باشگاه فوتبال پوگون شچچین، اولین بازی لیگ برتری خود را انجام داد، و در دقیقه ۸۰ به جای دارکو چورلینوف وارد زمین شد.

## دوران ملی
در اوت ۲۰۲۲، او به تیم ملی زیر ۱۵ سال لهستان دعوت شد.
او همچنین بازیکن تیم ملی زیر ۱۷ سال لهستان است که در آنجا در تاریخ ۲۰ اوت ۲۰۲۳ در پیروزی ۷–۲ مقابل ولز اولین بازی خود را انجام داد.
او اولین گل خود را برای تیم زیر ۱۷ سال لهستان در تاریخ ۳ اکتبر، در دقیقه ۲۷ یک پیروزی ۲–۱ مقابل سوئد به ثمر رساند.
در مجموع، او ۱۵ بازی برای این تیم انجام داده و ۴ گل به ثمر رسانده است.